# Johan Gustafsson
Johan August Gustafsson, född  17 augusti 1889 i Långseruds församling, Värmlands län, död 25 november 1967 i Adolf Fredriks församling, Stockholm,, var en svensk översättare och sångförfattare, pastor och missionsföreståndare i Svenska Missionskyrkan (1944-1954) 
Efter genomförde teologiska studier vid förbundets seminarium var han verksam som pastor i Ljusdal och Arvika, ungdomssekreterare i Missionsförbundet och redaktör för tidningen med samma namn.
Hans föräldrar var hemmansägare Anna (född Andersson) och Anders Gustaf Olsson. Han var gift med Gunhild Margareta Persson och morfar till sångaren Tomas Hagenfors. Johan Gustafssons mormors far var Hans Jansson i Bräcketorp.
Han var ordförande i kommittén för förbundets nya sångbok Sånger och psalmer 1951, i vilken han är representerad med sex egna sångtexter och två översättningar.

## Psalmer
- Bar du min börda, led du min nöd översättning gjord 1934, psalm 282 i den ekumeniska psalmboken.
- Bryt livets bröd för mig översättning 1950 av Mary A. Lathburgs text från 1876. (nr 492 1951)
- Förbida morgonglöden 1941 (nr 541 1951)
- Gud är vår tillflykt, starkhet och borg 1934 (nr 357 1951)
- Han vandrar såsom fordom 1943 (nr 201 1951)
- Högt vi lyfta vårt heliga baner
- Hör mig, när mitt hjärta gråter 1934 (nr 205 1951)
- Jerusalem, mitt sälla hem översättning 1950 (nr 731 1951)
- Kom till Jesus, du som bär på 1934, bearbetad 1985 Anna-Stina Thorsell nr 587 i Psalmer & Sånger 1987
- Kommen alla, I som bären 1934 (nr 194 1951)
- Mänsklig visdom djupt förstummas (1960) i Herren Lever 1977 nr 822. Översättning av en engelsk hymn.
- Namnet Jesus bleknar aldrig
- Namnet Jesus vill jag sjunga 386 i Psalmer och Sånger 1987
- Träng med din sanning i mitt väsen ner